# Chen
A Chen a lúdalakúak (Anseriformes) rendjébe, azon belül a récefélék családjába tartozó nem. Fajait köznapi nevükön fehér ludaknak nevezik. Egyes szervezetek az ide tartozó fajokat az Anser nemhez sorolják.

## Rendszerezésük
A nemet Friedrich Boie írta le 1822-ben, az alábbi 3 faj tartozik ide:
- sarki lúd (Chen caerulescens[1] vagy Anser caerulescens)[2]
- császárlúd (Chen canagica[1] vagy Anser canagicus)[2]
- hólúd (Chen rossii[1] vagy Anser rossii)[2]